# Lakalei
Lakalei ist eine malayo-polynesische Sprache, die vor allem in der osttimoresischen Gemeinde Manufahi gesprochen wird.

## Übersicht

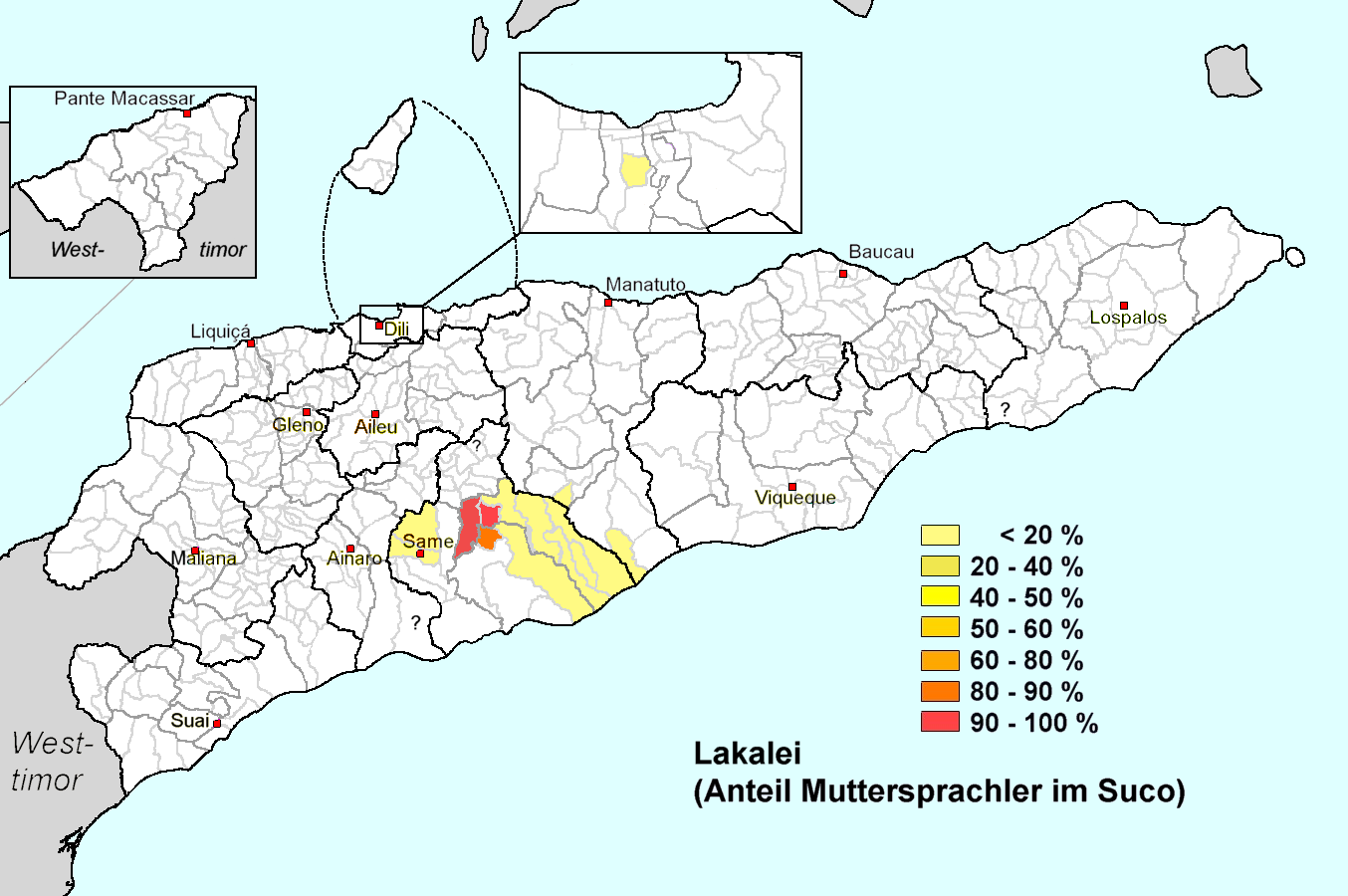
Anteil von Idaté-Muttersprachlern in den Sucos Osttimors

Lakalei ist eine der zu den Idalaka-Sprachen zusammengefassten austronesischen Sprachen, die große Ähnlichkeiten zueinander aufweisen. Gemeinsam sind sie in der Verfassung Osttimors als Nationalsprache anerkannt und genießen daher einen besonderen Schutz. Diese Dialekte sind nahe verwandt mit Tetum und Habun und haben auch viele Gemeinsamkeiten mit Galoli. Idalaka ähnelt auch dem Kemak so weit, dass es einige archaische Merkmale (z. B. persönliche Vorsilben in Verben) aufweist, die in Mambai und Tokodede bereits verschwunden sind.
Lakalei wird hauptsächlich in der Gemeinde Manufahi gesprochen und hier vor allem in den Sucos Fahinehan (95 % der Bevölkerung) und Bubussuso (96 %) im Verwaltungsamt Fatuberlio und im Suco Aituha (85 %) im Verwaltungsamt Alas. In anderen Sucos von Fatuberlio, im Norden des Verwaltungsamts Same und in den Sucos Samoro und Uma Boco (Verwaltungsamt Barique, Gemeinde Manatuto) bilden Lakalei-Sprecher eine Minderheit. Bei der Volkszählung von 2015 registrierte man 3.669 Muttersprachler.
| 1  | isa    |
| 2  | rua    |
| 3  | telu   |
| 4  | aat    |
| 5  | lima   |
| 6  | neen   |
| 7  | hitu   |
| 8  | ualu   |
| 9  | sia    |
| 10 | sakulu |